# Ardisia standleyana
Ardisia standleyana är en viveväxtart som beskrevs av Paul Hamilton Allen. Ardisia standleyana ingår i släktet Ardisia och familjen viveväxter. Inga underarter finns listade i Catalogue of Life.